# (18605) Jacqueslaskar
(18605) Jacqueslaskar (1998 BL26) – planetoida z pasa głównego asteroid okrążająca Słońce w ciągu 4,54 lat w średniej odległości 2,74 j.a. Odkryta 28 stycznia 1998 roku.